# Cammino di San Pietro Eremita
Il Cammino di San Pietro Eremita è un sentiero composto da tre anelli che ripercorre la peregrinazione di San Pietro l'eremita. Si snoda nell'area appenninica situata al confine dell'Abruzzo con il Lazio, tra le province dell'Aquila, Rieti, Frosinone e una porzione della città metropolitana di Roma Capitale. 

## Descrizione

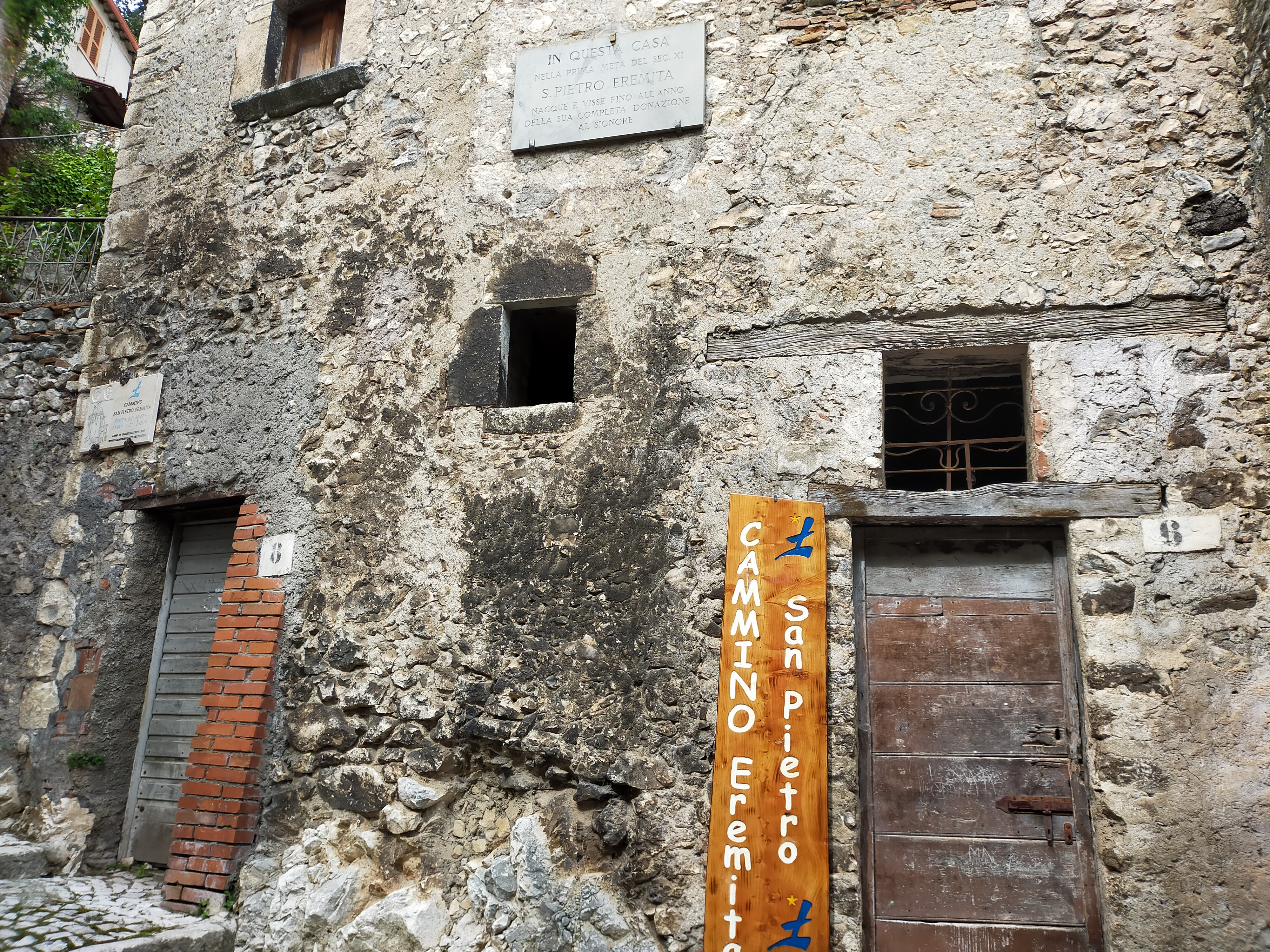
Inizio del cammino presso la casa natale di San Pietro l'eremita a Rocca di Botte

Il punto di partenza del cammino è posto a Rocca di Botte, nella Marsica occidentale, dove nel corso dell'XI secolo nacque San Pietro l'eremita, soprannominato il "cavaliere itinerante". Il cammino ripercorre la peregrinazione e i luoghi in cui l'eremita divulgò la fede cristiana, i paesi della piana del Cavaliere e dell'alta valle dell'Aniene. San Pietro morì di stenti, presumibilmente nel 1052, a Trevi nel Lazio. Venerato come santo dalla Chiesa cattolica è patrono di Rocca di Botte e Trevi nel Lazio, comuni gemellati. Determinate reliquie sono conservate nei luoghi di culto di alcuni centri della valle del Sacco e della Ciociaria che sono stati coinvolti per la realizzazione del terzo anello del circuito naturalistico e spirituale.

## Storia
La realizzazione del percorso ha avuto inizio dal 2016 in seguito alla proclamazione dell'anno dei cammini da parte del Ministero per i beni e le attività culturali e per il turismo. Nel 2017 venne costituita l'omonima associazione onlus che grazie all'appoggio delle istituzioni locali e delle attività economiche ha realizzato un sito web e una cartina dettagliata dei tre anelli che costituiscono il cammino. Il percorso è stato realizzato e segnalato con indicazioni di colore biancoazzurro, grazie alla collaborazione di alcune associazioni di volontariato come Pro loco e Club Alpino Italiano.
Il cammino di San Pietro Eremita è stato inaugurato il 24 novembre 2018 a Trevi nel Lazio alla presenza dei sindaci del territorio interessato e il 15 dicembre dello stesso anno a Rocca di Botte presso la chiesa parrocchiale di San Pietro apostolo alla presenza delle autorità civili abruzzesi e laziali e del vescovo di Avezzano, mons. Pietro Santoro, che ha concesso ufficialmente il riconoscimento ecclesiale.

## Itinerari

### Anello dell'Evangelizzazione
- Rocca di Botte – Arsoli km 70,77 (fruibile)
  - Tappa 1: Rocca di Botte-Carsoli km 18,2
  - Tappa 2: Carsoli-Tufo km 11,42
  - Tappa 3: Tufo-Collalto Sabino km 11
  - Tappa 4: Collalto Sabino-Vivaro Romano km 15,45
  - Tappa 5: Vivaro Romano-Arsoli km 14,7[4]

### Anello del Comparatico
- Arsoli – Rocca di Botte km 78,4 (fruibile)
  - Tappa 6: Arsoli-Cervara di Roma 17
  - Tappa 7: Cervara di Roma-Subiaco km 14
  - Tappa 8: Subiaco-Trevi nel Lazio km 17,4
  - Tappa 9: Trevi nel Lazio-Vallepietra-Santuario della Santissima Trinità-Rocca di Botte km 30[5]

### Anello dei Miracoli postumi
- Fiuggi – Trevi nel Lazio km 91 (in fase di realizzazione)
  - Il percorso prevede l'attraversamento dei territori comunali di Fiuggi, Acuto, Ferentino (Porciano), Anagni, Alatri, Vico nel Lazio, Guarcino, Filettino e Trevi nel Lazio[6].

## Galleria d'immagini

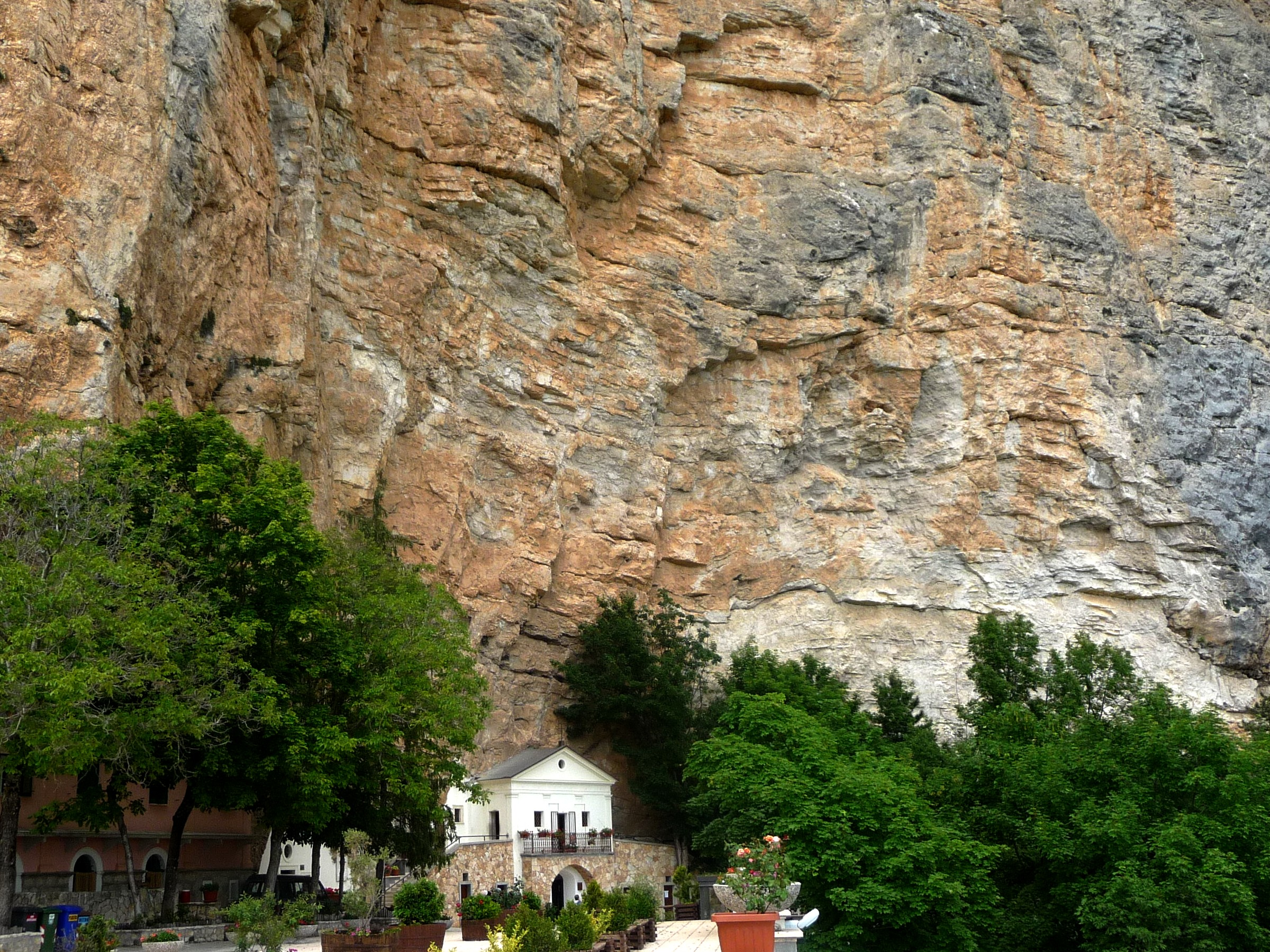
Santuario della Santissima Trinità (Vallepietra)
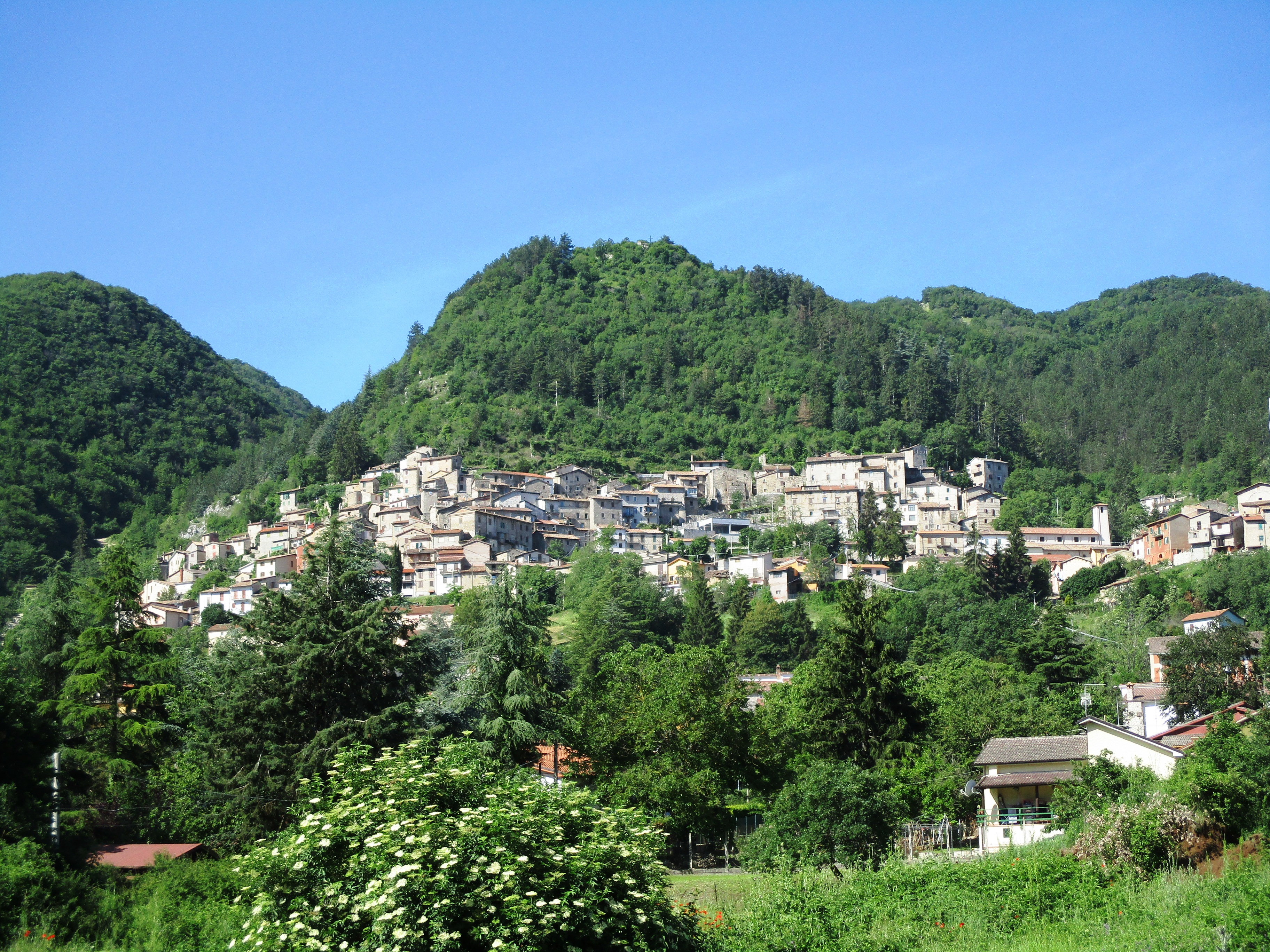
Rocca di Botte
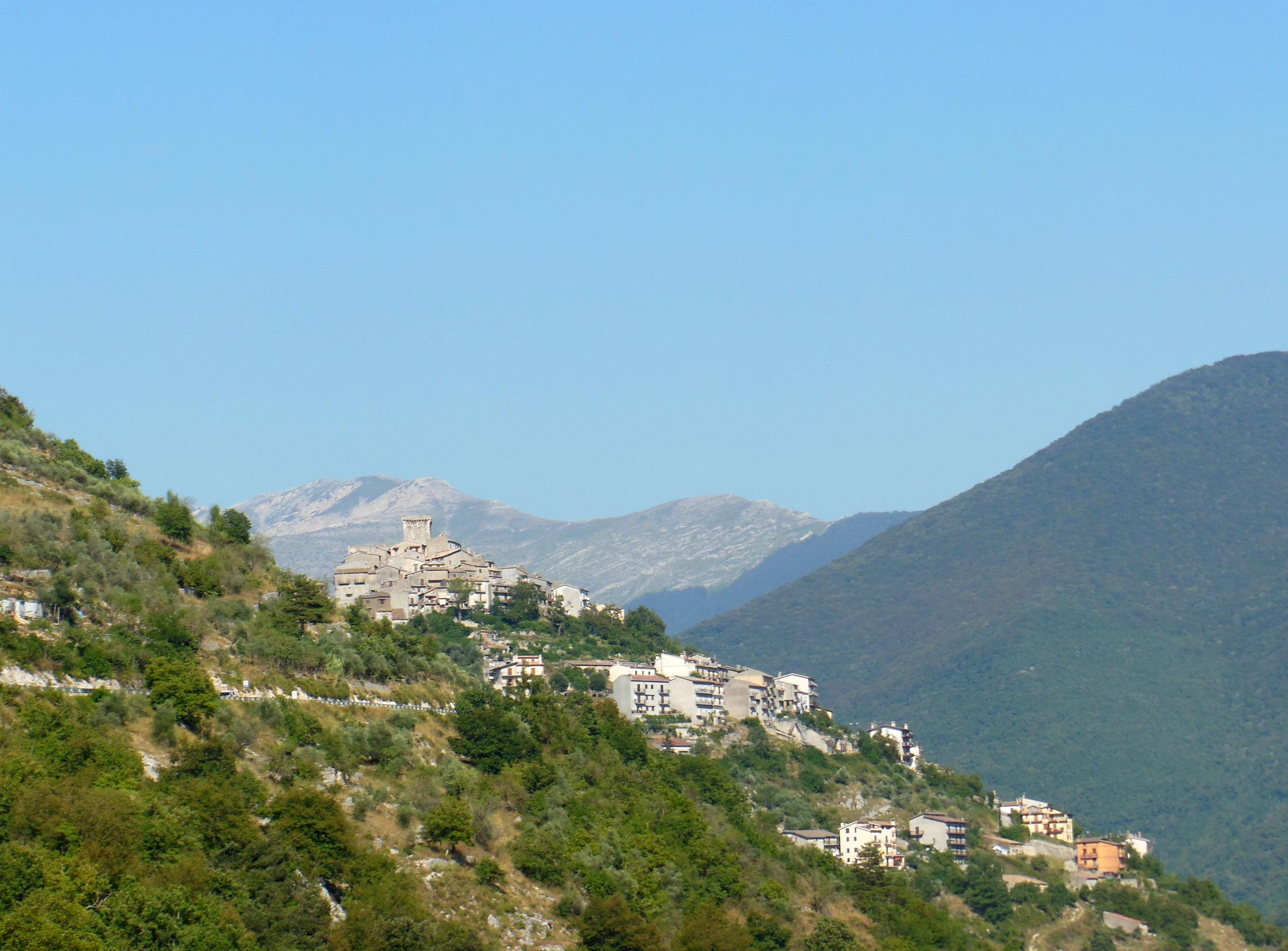
Trevi nel Lazio
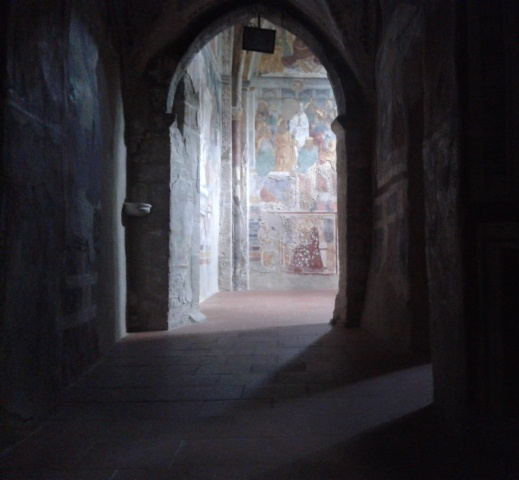
Affreschi del santuario della Madonna dei Bisognosi (Pereto-Rocca di Botte)
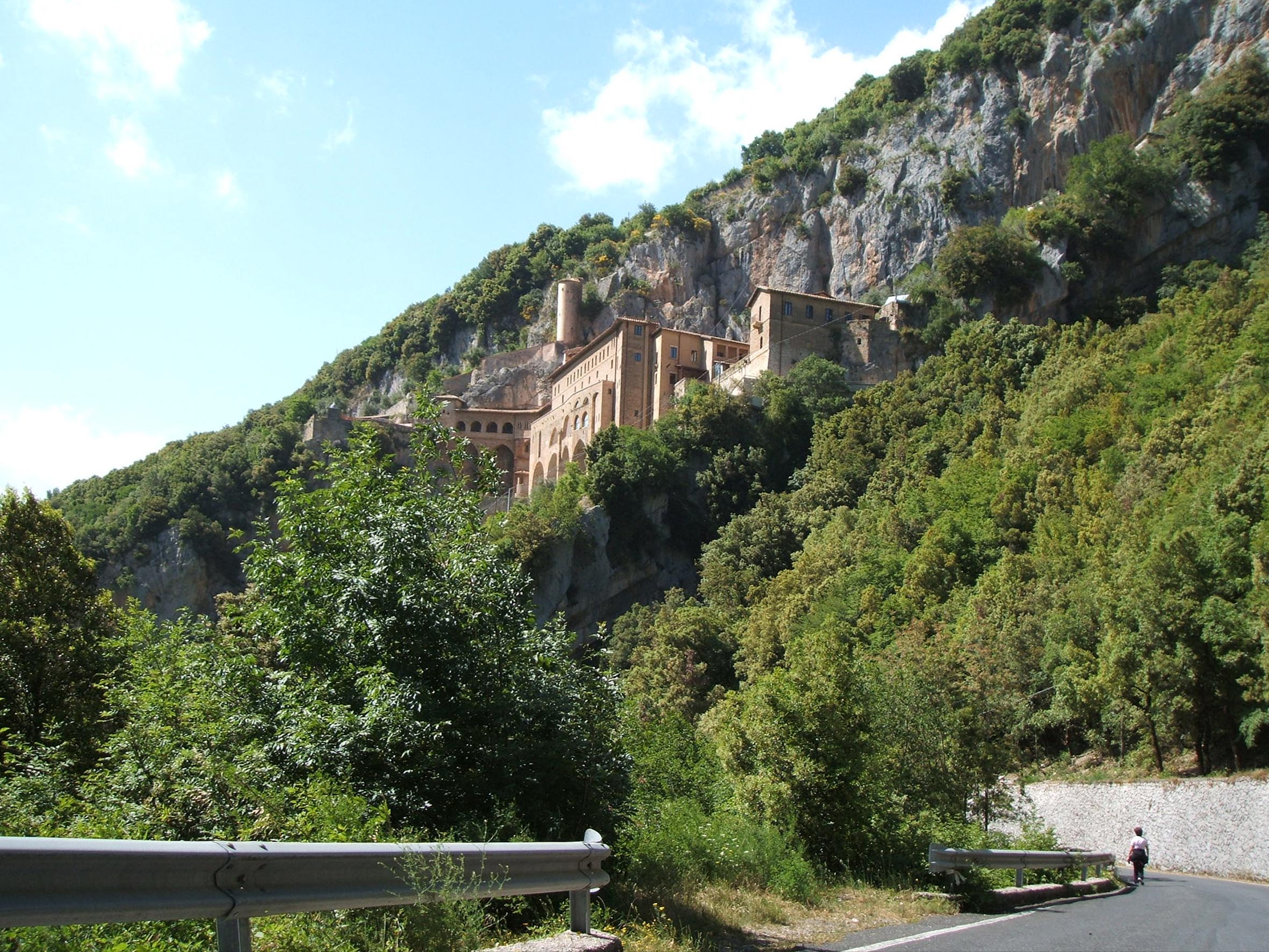
Monastero di San Benedetto (Subiaco)
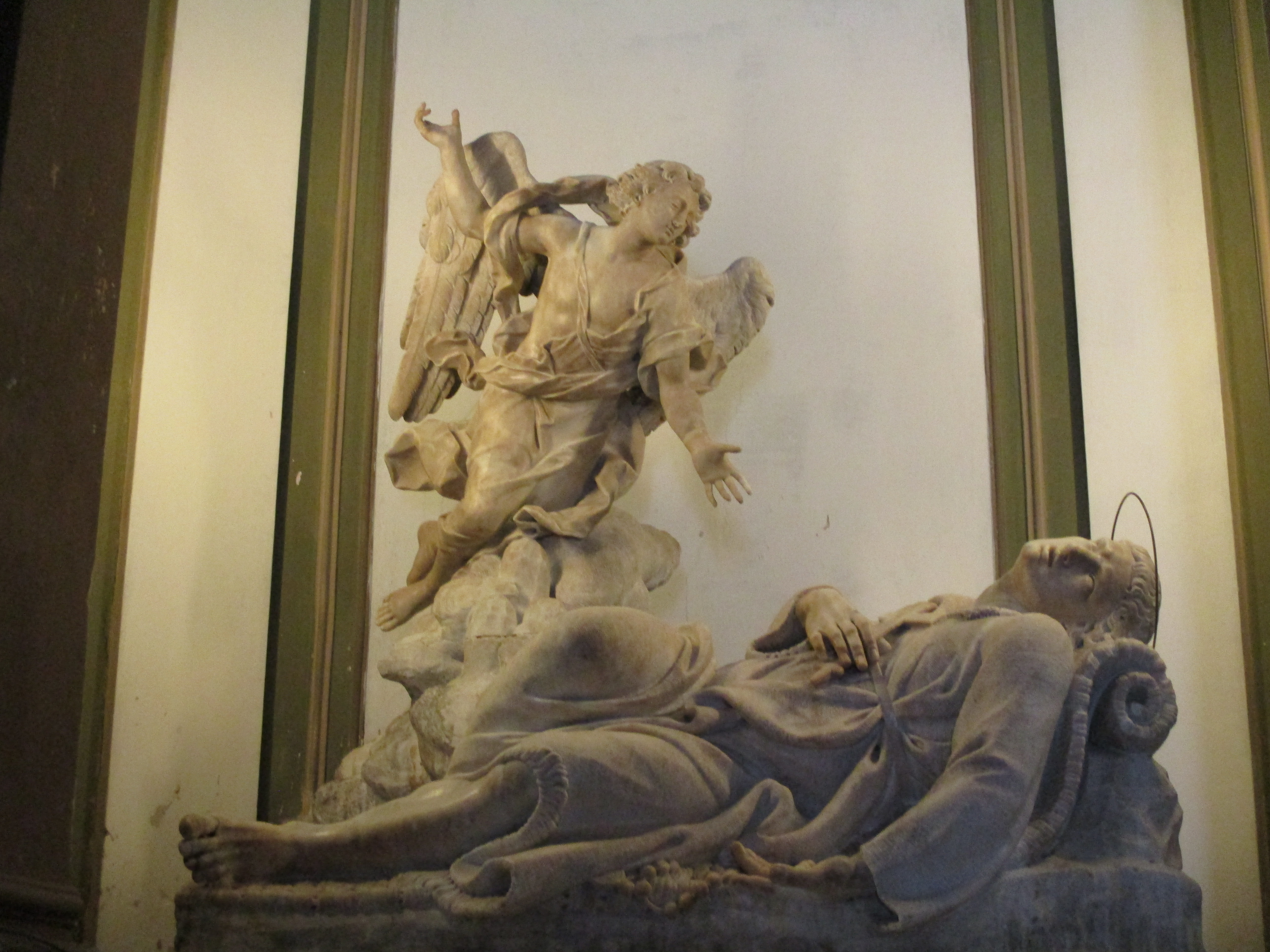
Statua marmorea di San Pietro l'eremita (Trevi nel Lazio)